# A fogtündér (South Park)
A fogtündér (The Tooth Fairy's Tats 2000) a South Park című rajzfilmsorozat 49. része (a 4. évad 1. epizódja). Elsőként 2000. április 5-én sugározták az Egyesült Államokban.

## Cselekmény
|  | Alább a cselekmény részletei következnek! |

Cartman arra ébred, hogy a Fogtündér két dollárt tett a párnája alá, ezt örömmel elújságolja anyjának és barátainak. A gyerekek a buszmegállóban rájönnek, hogy a tejfogakkal sok pénzt szerezhetnének a Fogtündértől, de közülük már csak Kennynek van tejfoga, így amikor az iskolába érnek, megpróbálják kihúzni azt Timmy kerekesszékével. Az akció rosszul sül el, Kennyt csupán a ruhájából tudják kirántani. Mivel Buttersnek éppen most esett ki a foga, Cartmanék elhatározzák, este el fogják lopni tőle. Sötétedés után Cartman Fogtündérnek öltözik, és barátai segítségével elcseni Butters tejfogát a párna alól.
Időközben Ms. Cartman gyanakodva felhívja a fogorvost, és elújságolja neki, hogy fia már 112 tejfogát „vesztette el”. Reggel Cartman csak egy fogat talál a párnája alatt, így kiabálva fordul anyjához, aki végül elmondja neki, hogy ő tette a pénzt a párna alá, a Fogtündér nem létezik. Eric teljesen kiborul, vele együtt pedig a barátai is, köztük legjobban Kyle, aki az eset miatt elkezdi megkérdőjelezni saját létezését. Stan azonban egy zseniális ötlettel áll elő; elmennek a gazdag gyerekekhez, berakják a fogat a párnájuk alá, és miután azok szülei pénzre cserélik, azt ellopják onnan.
Este a fiúk ellátogatnak az elitnegyedbe, ám ott egy másik csapatba botlanak, akik ugyanabban az üzletben utaznak, mint ők. Cartmanék egy Loogie nevű kiskorú maffiózó éttermébe kerülnek, aki közli velük, hogy ők már évek óta végzik ezt a „munkát”, majd megfenyegeti őket; vagy levágja a péniszüket, vagy neki kezdenek dolgozni, 2%-os részesedéssel. A fiúk természetesen az utóbbi lehetőséget választják.
Az Amerikai Fogászok Szövetsége tárgyalásán a szakmabéliek megvitatják, vajon mi állhat a fogra cserélt pénzek eltűnése hátterében, és a vezetőjükkel együtt arra az elképzelésre jutnak, hogy egy hatalmas, félig kakas, félig mókus lény a tettes (amely érdeklődik az algebra iránt). Tom Foley, egy másik tag szerint egy bűnszervezet a felelős, melyhez hasonlóval annak idején Montréalban is találkozott – azonban senki sem hisz neki, még Montréal létezésében is kételkednek.  
A fiúk elhatározzák, hogy Loogie nélkül folytatják a bizniszt, ám a maffiózó ezt megtudja és úgy dönt, megöleti Kennyt. Cartman felfigyel egy esetre, miszerint este egy súlyosan beteg kisfiú 600 dollárt fog kapni egy tejfogáért, a pénzt a szülei csontvelőátültetésre fordítanák. Az eset valójában csapda, melyet Tom Foley állított fel, hogy bizonyítsa igazát. A helyszínre érve Cartmant és Loogie-t elfogják a kommandósok, de Kyle a saját létezése megkérdőjelezése miatt hirtelen eltűnik, különféle alakokat ölt, végül a félig kakas, félig mókus lénnyé átváltozva elijeszti a kommandósokat. Loogie közli a fiúkkal, feladja az üzletet és új életet kezd. Kenny eközben megpróbál valahogy kijutni a kőtömbből, ám az egy váratlan pillanatban elsüllyed, így Kenny meghal.

## Kenny halála
- Kennyt egy betoncsizmában vízbe dobják Loogie emberei, de a víz túl sekély, hogy ellepje, csupán a derekáig ér. Miután a többiek megfeledkeztek róla, az epizód végén Kenny a part felé kezd ugrálni, de véletlenül egy gödörbe lép és elmerül.

## Utalások
- Loogie alakja egyértelmű utalás A keresztapa főszereplőjére, Vito Corleonére, illetve néhány jelenetben az Aki legyőzte Al Caponét című filmben Robert De Niro karakterére.
- Kyle átalakulásai az epizód végén utalások a Pink Floyd együttes The Wall című rockoperájára. Egy rövid jelenet erejéig célzása történik a 2001: Űrodüsszeia című filmre is.
- A rózsaszín és a zöld fogtündér utalás a Jeannie, a háziszellem című sorozatra.

## Érdekességek
- Trey Parker és Matt Stone a DVD kommentárban elmondta, hogy Timmy, egy értelmi fogyatékos szereplő megjelenítését a képernyőn nagy viták előzték meg a Comedy Centrallal.